# خواهر خواهر شما
خواهر خواهر تو (به انگلیسی: Your Sister's Sister) فیلمی محصول سال ۲۰۱۲ و به کارگردانی لین شلتون است. در این فیلم بازیگرانی همچون امیلی بلانت، رزمری دویت، مارک دوپلاس، مایک بیربیگلیا ایفای نقش کرده‌اند.